# 황금 가면
《황금가면》은 2022년 5월 23일부터 2022년 10월 7일까지 방영된 KBS 2TV 일일 드라마이다.

## 기획 의도
그릇된 욕망과 탐욕이 빚어낸 비극으로, 세 여자의 광기 어린 싸움 속에서 삶의 해답을 찾아가는 이야기를 그린 드라마.

## 방송 시간
| 방송 채널 | 방송 기간                             | 회수   | 방송 시간                | 방송 분량 |
| --------- | ------------------------------------- | ------ | ------------------------ | --------- |
| KBS 2TV   | 2022년 5월 23일 ~ 2022년 9월 8일(본)  | 1~79   | 매주 평일 저녁 7:50~8:30 | 40분      |
| KBS 2TV   | 2022년 9월 12일 ~ 2022년 10월 7일(본) | 80~100 | 매주 평일 저녁 7:50~8:30 | 40분      |

## 제작진

### 제작사
- 아이윌 미디어

### 제작
- 김종식
- 김남희

### 극본
- 김민주 : KBS 2TV 《부부클리닉 사랑과 전쟁 2》(공동 집필), KBS 1TV 일일 드라마 《빛나라 은수》(공동 집필), KBS 1TV 일일 드라마 《내일도 맑음》(공동 집필) 집필

### 연출
- 어수선 : KBS 1TV 전원 드라마 《산 너머 남촌에는 2》(공동 연출), KBS 2TV 일일 드라마 《천상여자》(공동 연출), KBS 2TV TV 소설 《그래도 푸르른 날에》(연출), KBS 2TV TV 소설 《내 마음의 꽃비》(연출), KBS 1TV 일일 드라마 《내일도 맑음》(연출), KBS 2TV 일일 드라마 《우아한 모녀》(연출) 연출

## 등장 인물
- (†) 표시는 드라마 최종적으로 사망한 인물이다.

### 주요 인물
- 차예련 : 유수연 역[1] - 본작의 여주인공. SA그룹 신입사원 → SA그룹 투자개발팀장 → 사직 → SA그룹 디자이너. 혜경과 죽은 대성의 외동딸. 화영과 선태의 전 며느리. 죽은 진우의 전처. 서준의 어머니. 대철의 사촌처제이자 질부(조카며느리). 영지의 사촌동생겸 질부. 동하의 아내. 미숙의 며느리.

- 이현진 : 강동하 역[2] - 본작의 남주인공. 글로벌 투자회사 바른파트너스 본부장 → SA그룹 회장. 인한과 미숙의 아들. 서준의 의붓아버지. 대철과 영지의 조카. 수연의 남편. 진아의 전 남편.

- 나영희 : 차화영 역[3] - 본작의 메인 악녀이며 진 최종 보스. SA그룹 회장 → 해임, 선태의 전 아내. 죽은 진우와 진아의 어머니. 수연과 유라의 전 시어머니. 서준의 친할머니. 수감자.

- 이휘향 : 고미숙/캐서린 역 - 글로벌 투자회사 바른파트너스 대표. 동하의 어머니, 수연의 시어머니이자 진아의 전 시어머니. 서준이의 의붓할머니. 요식업 대표이자 명동의 사채업자. SA그룹 사외이사. 죽은 인한의 아내. 대철의 누나. 영지의 시누이.

### 수연네
- 선우은숙 : 김혜경 역[4] - 수연의 어머니. 죽은 진우의 전 장모. 죽은 대성의 아내. 서준의 외할머니. 동하의 장모. 영지의 이모. 대철의 처이모. 화영과 선태의 전 사돈. 스텔라 떡볶이 사장.

- 이주은 : 노영지 역[5] - 수연의 사촌 언니겸 시숙모.혜경과 죽은 대성의 조카. 죽은 진우의 전 사촌처형. 대철의 아내. 미숙의 올케. 동하의 숙모 및 사촌처형. 서준의 당숙모.

### 동하네
- 황동주 : 고대철 역[6] - 동하의 삼촌, 요식업 매니저. SA그룹 디자인 팀장. 죽은 대성과 혜경의 조카사위. 미숙의 남동생. 인한의 처남. 수연의 사촌형부이자 시삼촌. 서준의 당숙부. 영지의 남편.

- 권혁진 : 김석진 역 - 동하의 수행원

- 한한나 : 채은 역 - 바른코스메틱 여직원

### SA그룹
- 박찬환 : 홍선태 역[7] - 화영의 전 남편. 죽은 진우와 진아의 아버지. 화가. 수연과 유라의 전 시아버지. 서준의 친할아버지. 대성과 혜경의 전 사돈

- 이중문 : 홍진우 역[8] (†) - 수연과 유라의 전남편. SA그룹 전 사장. 화영과 선태의 아들. 죽은 대성과 혜경의 전 사위. 영지의 전 사촌제부. 서준의 아버지. 유라/은지의 차에 뺑소니사고로 사망한다. (1회~100회)

- 연민지 : 서유라/박은지 역[9] - 본작의 서브 여주인공이자 메인 빌런. 죽은 상도의 딸. SA그룹 디자인팀 팀장 → 해고. 죽은 진우의 전처. 서준의 전 의붓어머니. 선태와 화영의 전 며느리, 수연의 라이벌. 진우를 차로 치고 달아난 장본인. 대성을 밀치고 선수를 죽인 장본인.

- 공다임 : 홍진아 역[10] - 본작의 서브 악녀이자 중간 보스. 화영과 선태의 딸. 유라와 수연의 전 시누이. SA그룹 디자인팀 전 팀장. 죽은 진우의 여동생. 서준의 고모. 대철과 영지의 전질부.

- 정민준 : 홍서준/강서준 역[11] - 죽은 진우와 수연의 아들. 화영과 선태의 친손자. 혜경과 죽은 대성의 외손자. 미숙의 의붓손자. 진아의 조카. 유라/은지의 전 의붓아들. 동하의 의붓아들.

- 김지윤 : 이지은 집사 역[12] - 화영의 비서. 스텔라 떡볶이 직원으로 취직. (1회~66회, 72회~100회)

- 조병기 : 김길수 실장 역 - 화영의 수행원. 중간보스. 수감자

- 차다영 : 차다영 역 - SA그룹 디자인팀 직원

- 최나무 : 김나희 역 - SA그룹 디자인팀 대리

- 박보은 : 박보경 역 - SA그룹 디자인팀 직원

### 그 외 인물
- 이하영 : 진아의 갑질로 해고당한 메이드 역

- 이우주 : 정태훈 역 - 수연의 동창. (6회, 8회, 16회, 87회~94회)

- 최민금 : 태훈의 어머니 역

- 김일현 : 나선수 역 (†) - 유라/은지의 전 남자친구, 선미의 오빠. 유라/은지가 밀어 물에 빠져 익사로 사망한다. (14회~18회, 77회~78회)

- 박용 : 유라의 가짜 아버지 역

- 오정원 : 유라의 가짜 어머니 역

- 홍대성 : 박경철 형사 역 - 차화영이 매수한 형사

- 김경애 : 황금복 역

- 토마스 : 크리스 역 - 동하가 데려온 디자이너

- 서병덕 : 박원장 역 - SA그룹 주치의

- 서혜진 : 이봄 역

- 송아경 : 그레이슨 역 - 올타임 한국지사 편집장

- 이재남 : 화영이 고용한 인질범 역

- 안영훈 : 인질범의 아들 역

- 최미금 : 정 비서 역 - 회장실 비서, 정기욱의 딸.

- 안종진 : 이은성 역

- 김초인 : 나선미 역 - 죽은 선수의 여동생

- 장의돈 : 마이사 역

- 오규택 : 진상손님 역

- 구서준 : 오반수 역 - 대성의 부검의

- 한창현 : SA그룹 주주 역

- 김준원 : SA그룹 주주 역

- 황순정 : 유라가 사주한 임산부 역

- 배유리 : 유라가 사주한 산부인과 의사 역

- 양희우 : 형사 역

- 한예주 : 잡지사 기자 역

- 박신운 : 형사 역

- 김권 : 형사 역

- 하승연 : 홍서준의 유치원 담임선생님 역

- 박건규 : 서유라가 사주한 심부름센터 직원 역

- 신치영 : 형사 역

- 진시원 : 재미교포 해외바이어 역

- 박창우 : 재미교포 해외바이어 역

- 김명중 : 차영남 역 - 차화영의 작은오빠, 홍선태의 작은처남

- 윤관우 : 형사 역

- 박종보 : 정기욱 역

- 이동규 : 이형사 역

- 최윤준 : 박상도 역 (†) - 서유라(박은지)의 아버지 (88회~98회)

- 윤호식 : 김원장 역 - 정신병원 의사

- 이주영 : 정신병원 간호사 역

- 김도형 : 이팀장 역

- 문용일 : SA그룹 보안팀 요원 역

- 정재훈 : 강동하의 담당 의사 역

- 이재우 : 임변호사 역 - 홍선태 측근 변호사

- 미상 : 강인한 역 (†) - 미숙의 남편. 동하의 아버지. 대철의 매형.

### 특별출연
- 전인택 : 유대성 역 (†) - 수연의 아버지. 혜경의 남편 구둣방 사장. 죽은 진우의 전 장인(장부). 동하의 장인, 서준의 외할아버지. 영지의 이모부. 대철의 처 이모부. 화영과 선태의 전 사돈. 유라/은지의 의해 계단에서 굴러 떨어졌다. 병원으로 실려 갔으나 김실장이 의사로 분장해서 산소마스크 떼버려서 사망한다. (1회~18회, 78회)

## 수상
| 연도 | 시상식       | 부문                        | 수상자 | 결과 |
| ---- | ------------ | --------------------------- | ------ | ---- |
| 2022 | KBS 연기대상 | 일일드라마 부문 남자 우수상 | 이현진 | 후보 |
| 2022 | KBS 연기대상 | 일일드라마 부문 여자 우수상 | 차예련 | 수상 |
| 2022 | KBS 연기대상 | 남자 청소년 연기상          | 정민준 | 수상 |

## 시청률
최저 시청률과 최고 시청률은 시청률 조사회사와 지역별로 시청률에 차이가 있을 수 있습니다.
| 2022년  | 2022년   | 2022년         | 2022년         | 2022년       |
| 회차    | 방송일   | TNmS 시청률    | AGB 시청률     | AGB 시청률   |
| 회차    | 방송일   | 대한민국(전국) | 대한민국(전국) | 서울(수도권) |
| ------- | -------- | -------------- | -------------- | ------------ |
| 제1회   | 5월 23일 | 11.1%          | 11.5%          | 10.0%        |
| 제2회   | 5월 24일 | 11.7%          | 11.3%          | 9.7%         |
| 제3회   | 5월 25일 | 12.0%          | 10.4%          | 9.2%         |
| 제4회   | 5월 26일 | 10.9%          | 10.1%          | 8.5%         |
| 제5회   | 5월 27일 | 11.1%          | 10.4%          | 8.8%         |
| 제6회   | 5월 30일 | 11.7%          | 10.4%          | 8.8%         |
| 제7회   | 5월 31일 | 10.9%          | 9.7%           | 8.1%         |
| 제8회   | 6월 1일  | -              | 7.9%           | 7.0%         |
| 제9회   | 6월 2일  | 9.9%           | 9.0%           | 7.4%         |
| 제10회  | 6월 3일  | 10.6%          | 9.8%           | 8.2%         |
| 제11회  | 6월 6일  | 10.5%          | 10.9%          | 9.5%         |
| 제12회  | 6월 7일  | 12.1%          | 12.6%          | 10.7%        |
| 제13회  | 6월 8일  | 12.7%          | 11.5%          | 10.3%        |
| 제14회  | 6월 9일  | 11.9%          | 12.0%          | 9.6%         |
| 제15회  | 6월 10일 | 12.2%          | 12.7%          | 11.0%        |
| 제16회  | 6월 13일 | 13.3%          | 12.9%          | 11.1%        |
| 제17회  | 6월 14일 | 13.6%          | 12.9%          | 10.8%        |
| 제18회  | 6월 15일 | 14.1%          | 13.0%          | 11.9%        |
| 제19회  | 6월 16일 | 13.6%          | 13.0%          | 11.5%        |
| 제20회  | 6월 17일 | 13.9%          | 14.3%          | 12.9%        |
| 제21회  | 6월 20일 | 13.2%          | 13.8%          | 12.4%        |
| 제22회  | 6월 21일 | 13.9%          | 13.5%          | 11.6%        |
| 제23회  | 6월 22일 | 15.0%          | 13.0%          | 11.4%        |
| 제24회  | 6월 23일 | 14.9%          | 15.0%          | 13.1%        |
| 제25회  | 6월 24일 | 13.0%          | 13.0%          | 11.0%        |
| 제26회  | 6월 27일 | 15.1%          | 14.7%          | 12.6%        |
| 제27회  | 6월 28일 | 15.6%          | 14.8%          | 12.5%        |
| 제28회  | 6월 29일 | 15.0%          | 14.1%          | 12.7%        |
| 제29회  | 6월 30일 | 13.9%          | 14.3%          | 12.7%        |
| 제30회  | 7월 1일  | 13.8%          | 13.8%          | 11.6%        |
| 제31회  | 7월 4일  | 15.1%          | 15.3%          | 12.8%        |
| 제32회  | 7월 5일  | 16.1%          | 15.4%          | 13.3%        |
| 제33회  | 7월 6일  | 13.5%          | 14.5%          | 12.0%        |
| 제34회  | 7월 7일  | 15.7%          | 15.3%          | 13.4%        |
| 제35회  | 7월 8일  | -              | 13.7%          | 11.3%        |
| 제36회  | 7월 11일 | 16.2%          | 15.3%          | 12.9%        |
| 제37회  | 7월 12일 | 16.3%          | 15.7%          | 12.8%        |
| 제38회  | 7월 13일 | 16.6%          | 15.0%          | 12.3%        |
| 제39회  | 7월 14일 | 14.5%          | 14.6%          | 12.1%        |
| 제40회  | 7월 15일 | 14.0%          | 13.9%          | 11.7%        |
| 제41회  | 7월 18일 | 17.1%          | 15.8%          | 13.1%        |
| 제42회  | 7월 19일 | 15.2%          | 16.0%          | 13.9%        |
| 제43회  | 7월 20일 | 14.8%          | 14.5%          | 12.8%        |
| 제44회  | 7월 21일 | 15.5%          | 15.9%          | 13.5%        |
| 제45회  | 7월 22일 | 15.1%          | 15.5%          | 13.6%        |
| 제46회  | 7월 25일 | 16.9%          | 16.1%          | 13.9%        |
| 제47회  | 7월 26일 | 16.0%          | 16.0%          | 13.2%        |
| 제48회  | 7월 27일 | 15.6%          | 14.8%          | 12.5%        |
| 제49회  | 7월 28일 | 15.5%          | 16.2%          | 14.5%        |
| 제50회  | 7월 29일 | 16.6%          | 15.5%          | 13.2%        |
| 제51회  | 8월 1일  | 16.9%          | 16.4%          | 13.4%        |
| 제52회  | 8월 2일  | 15.5%          | 16.4%          | 13.7%        |
| 제53회  | 8월 3일  | 14.9%          | 15.5%          | 13.1%        |
| 제54회  | 8월 4일  | 15.6%          | 16.8%          | 14.6%        |
| 제55회  | 8월 5일  | 16.2%          | 15.3%          | 12.6%        |
| 제56회  | 8월 8일  | 16.8%          | 17.0%          | 14.7%        |
| 제57회  | 8월 9일  | 17.6%          | 16.1%          | 13.8%        |
| 제58회  | 8월 10일 | -              | 15.6%          | 13.1%        |
| 제59회  | 8월 11일 | -              | 16.2%          | 13.3%        |
| 제60회  | 8월 12일 | 15.3%          | 16.0%          | 13.6%        |
| 제61회  | 8월 15일 | 17.7%          | 16.7%          | 14.0%        |
| 제62회  | 8월 16일 | 17.8%          | 16.6%          | 13.8%        |
| 제63회  | 8월 17일 | 15.9%          | 15.1%          | 12.3%        |
| 제64회  | 8월 18일 | 17.2%          | 16.8%          | 14.6%        |
| 제65회  | 8월 19일 | 16.3%          | 15.9%          | 13.5%        |
| 제66회  | 8월 22일 | 15.8%          | 15.8%          | 13.3%        |
| 제67회  | 8월 23일 | 18.2%          | 16.4%          | 13.4%        |
| 제68회  | 8월 24일 | 14.9%          | 16.0%          | 13.7%        |
| 제69회  | 8월 25일 | 18.7%          | 15.2%          | 12.3%        |
| 제70회  | 8월 26일 | 16.3%          | 15.2%          | 13.1%        |
| 제71회  | 8월 29일 | 15.5%          | 16.4%          | 14.1%        |
| 제72회  | 8월 30일 | 16.6%          | 17.3%          | 14.4%        |
| 제73회  | 8월 31일 | 15.5%          | 15.7%          | 13.0%        |
| 제74회  | 9월 1일  | 17.4%          | 16.8%          | 14.5%        |
| 제75회  | 9월 2일  | 16.9%          | 16.1%          | 13.7%        |
| 제76회  | 9월 5일  | 17.9%          | 17.8%          | 15.3%        |
| 제77회  | 9월 6일  | 18.6%          | 16.8%          | 14.5%        |
| 제78회  | 9월 7일  | 16.4%          | 16.1%          | 14.4%        |
| 제79회  | 9월 8일  | 17.0%          | 15.6%          | 14.1%        |
| 제80회  | 9월 9일  | -              | 7.2%           | 5.9%         |
| 제81회  | 9월 12일 | 17.8%          | 15.5%          | 13.1%        |
| 제82회  | 9월 13일 | 17.7%          | 17.2%          | 15.1%        |
| 제83회  | 9월 14일 | 16.8%          | 16.2%          | 14.0%        |
| 제84회  | 9월 15일 | 17.9%          | 17.4%          | 15.4%        |
| 제85회  | 9월 16일 | 16.8%          | 16.4%          | 14.1%        |
| 제86회  | 9월 19일 | 18.2%          | 17.4%          | 14.7%        |
| 제87회  | 9월 20일 | 18.6%          | 16.7%          | 14.1%        |
| 제88회  | 9월 21일 | 16.9%          | 15.8%          | 14.0%        |
| 제89회  | 9월 22일 | 15.2%          | 15.3%          | 13.3%        |
| 제90회  | 9월 23일 | 17.4%          | 16.2%          | 14.5%        |
| 제91회  | 9월 26일 | 17.9%          | 16.8%          | 15.2%        |
| 제92회  | 9월 27일 | 18.5%          | 15.9%          | 13.6%        |
| 제93회  | 9월 28일 | 17.7%          | 16.0%          | 13.6%        |
| 제94회  | 9월 29일 | 17.4%          | 17.2%          | 14.8%        |
| 제95회  | 9월 30일 | -              | 15.8%          | 13.4%        |
| 제96회  | 10월 3일 | 17.1%          | 17.1%          | 15.3%        |
| 제97회  | 10월 4일 | 19.0%          | 16.3%          | 13.7%        |
| 제98회  | 10월 5일 | 16.4%          | 15.5%          | 13.0%        |
| 제99회  | 10월 6일 | 18.2%          | 16.7%          | 14.1%        |
| 제100회 | 10월 7일 | 17.2%          | 16.0%          | 13.9%        |

## 편성변경
- 2022년 9월 9일: 저녁 7시에 방송(80회)

## OST
- Part.2: 플루디 - 어느새 그대가(7. 4. 발매)
- Part.3: 러니 - 이렇게 지금(7. 24. 발매)
- Part.4: 필통 - 오직 한사람(9. 14. 발매)
- Part.5: 이슬 - 눈물이 멈추질 않아(10. 1. 발매)

## 참고 사항
- 차예련, 나영희는 MBC 월화 드라마 《화려한 유혹》 이후 7년 만에 재회하여 캐스팅 되었다.
- 이현진, 나영희는 SBS 주말 특별 기획 드라마 《가문의 영광》, KBS 1TV 일일 드라마 《바람 불어 좋은 날》에 이어 세 번째로 재회하여 캐스팅 되었다.
- 선우은숙, 이휘향, 박찬환은 SBS 아침 드라마 《나만의 당신》 이후 8년 만에 재회하여 캐스팅 되었다.
- 선우은숙, 이주은은 SBS 일일 드라마 《사랑은 방울방울》 이후 6년 만에 재회하여 캐스팅 되었다.
- 조병기, 박찬환은 KBS 2TV TV 소설 《은희》 이후 9년 만에 재회하여 캐스팅 되었다.
- 최윤준, 김민주 작가, 어수선 PD는 KBS 1TV 일일 드라마 《내일도 맑음》 이후 4년 만에 재회하여 합류하였다.
- 어수선 PD, 김종식, 차예련, 이주은, 차다영, 최나무는 KBS 2TV 일일 드라마 《우아한 모녀》 이후 3년 만에 재회하여 합류하였다.